# Breza (nazwisko)
Breza (l.mn. Brezowie) – nazwisko polskie niemieckiego pochodzenia. Pochodzi od polskiej linii bocznej rodziny von Briesen z Marchii Brandenburskiej (pierwsze wzmianki 1170 r.), osiadłej na Śląsku w XV wieku, herbu własnego Breza. W roku 1415 odnotowuje się obecność rodu von Briesen w zamku Ziebelle (obecnie Cybalin) k. Triebel (obecnie Rozbork). W roku 1591 Ernest von Briesen kupił dobra Goraj  w Wielkopolsce. Ernest von Briesen traktowany jest jako założyciel polskiej gałęzi rodu. Od końca XVI wieku członkowie rodziny pisali się z Goraja, a nazwisko ulegało spolszczeniu: Briza, Bryza, a od początku XVII w. — Breza.

## Znane osoby o nazwisku Breza

### Senatorowie
- Wojciech Konstanty Breza (zm. 1698) - poseł na sejmy (1661, 1666, 1668, 1670, 1672, 1673, 1674,1676, 1677, 1678/9). W 1673 r. wysłany został w poselstwie do Szwecji, w 1684 r. odprawił misję do Berlina. Kuchmistrz Jego Królewska Mość 1657 -, łowczy poznański -, starosta nowodworski 1661-, kasztelan poznański 1681-, wojewoda kaliski 1687-, wojewoda poznański 1692-1698. Fundator kościoła w Skrzatuszu 1687-1694.
- Adam Franciszek Breza (zm. 1699) - łowczy poznański 1666-, kasztelan santocki 1683-.

### Mężowie stanu
- Stanisław Breza (1752–1847) - poseł na polski Sejm w 1784, poseł z gnieźnieńskiego na Sejm czteroletni (1788-92), należał do partii postępowej. Szambelan królewski. W 1798 r. otrzymał tytuł hrabiowski od Fryderyka Augusta, elektora (1768-1806) a następnie króla saskiego (1806-1827), który został ojcem chrzestnym jego syna Fryderyka Augusta (ur. w 1808). Po wejściu Francuzów w 1806 r. stanął na czele administracji w Poznaniu. W 1807 r. dyrektor spraw skarbu i wewnętrznych Księstwa Warszawskiego, a następnie minister-sekretarz stanu do spraw tegoż Księstwa (1807-1815). W 1815 r, był na czele deputacji wysłanej od obywateli Wielkiego Księstwa Poznańskiego do króla pruskiego Fryderyka Wilhelma III. Odznaczenia: francuska Legia Honorowa 4 klasy (złoty krzyż) w 1807 r., Order św. Stanisława w 1809 r., Order Orła Białego w 1809 r.

### Odznaczeni w Polsce
- 1 Order Orła Białego i order św. Stanisława - Stanisław Breza (1752-1847) (oba) w 1809 r.
- 3 Ordery Virtuti Militari en 1831: Józef Breza (ur. 1796 +1877) - mianowany rozkazem z dnia 10.08.1831 pułkownikiem Wojska Polskiego, uwolniony ze służby rozkazem z dnia 15.12.1832, właściciel Więckowic w Poznańskiem; Achiles Breza (1805-1839) - mianowany 6.12.1830 Podporucznikiem piechoty Gwardii Narodowej Wojska Polskiego, Henryk Breza (+1843) mianowany rozkazem z dnia 10.08.1831 podporucznikiem w Pułku 23m Piechoty liniowej Wojska Polskiego.
- 2 kawalerów Maltańskich: Stanisław Maria Breza (1874-1949) i Gustaw Breza (1880-1945),
- 1 kanoniczka Warszawska - Anna Maria Józefa Breza (1907-1993).

### Literaci
Tadeusz Breza (ur. 31.12.1905 †19.5.1970) - Polski prozaik, eseista i publicysta, dziennikarz, dyplomata. Odbył nowicjat w zakonie benedyktynów w Belgii. Ukończył filozofię na Uniwersytecie Warszawskim. W 1929-1932 attaché ambasady RP w Londynie, radca do spraw kultury ambasad PRL w Rzymie (1955-1959) i Paryżu (1960-1965). Główne dzieła: Adam Grywałd (1936), Mury Jerycha (1946), Niebo i ziemia (tom I-II 1949-1950), Uczta Baltazara (1952), Zawiść (napisana w 1939, wydana w 1973), Urząd (1960), Spiżowa Brama (1960). Za całokształt twórczości otrzymał Tadeusz Breza w 1968 roku nagrodę państwową I stopnia.

### Osoby z tytułem hrabiowskim
- Bracia Henryk Gustaw Breza (*1844 †1900) i Fryderyk August Breza (*1859 †1908) otrzymali od ministerstwa spraw zagranicznych Saksonii zezwolenie na używanie tytułów hrabiowskich (Genehmigung zur Führung des Grafentitles) d.d. Drezno 31.V.1889, wystawione dla potomków Stanisława (*1754 †1847).
- Józef Konstanty Breza (*1873 †1963) otrzymał rosyjskie potwierdzenie tytułu hrabiowskiego w Petersburgu 20.XII.1912 r. - dla siebie i swoich potomków. [8], [15], [17]